# Chengdu J-10
Die Chengdu J-10 (chinesisch 殲-10 / 歼-10, Pinyin Jiān-10) ist ein einstrahliges, allwetterfähiges Mehrzweckkampfflugzeug der chinesischen Luftstreitkräfte, das von der Chengdu Aircraft Corporation (CAC) entwickelt und gebaut wird. Der NATO-Codename ist Firebird, das Flugzeug wird auch als „Vigorous Dragon“ (englisch für „Energischer Drache“) bezeichnet, wohingegen der Hersteller Chengdu anfangs für den Exportmarkt die Bezeichnung „F-10 Vanguard“ (englisch für „Vorhut“) verwendet. Der Exportkunde Pakistan nutzte hingegen das Kürzel „FC-20“, später die neue allgemeine Bezeichnung der Exportversion J-10CE.

## Geschichte
Das Programm begann in den frühen 1980er-Jahren, um neuen Kampfflugzeugen anderer Länder etwas Gleichwertiges entgegenzusetzen. Ursprünglich als reiner Abfangjäger entwickelt, wurden die Fähigkeiten später auch auf Luft-Boden-Einsätze erweitert.
Da das Flugzeug unter hoher Geheimhaltung entworfen und entwickelt wurde, sind viele Details unbekannt. Der Erstflug der J-10 (Jian-10) fand im Jahr 1996 statt, jedoch erlitt das Programm 1997 durch einen schweren Unfall einen Rückschlag. Daraufhin wurde die Konstruktion verändert und der neue Prototyp flog am 23. März 1998, um das Testprogramm fortzusetzen. Am 28. Juni 2002 startete das erste Vorserienmodell zu seinem Erstflug. 2004 wurde das Flugzeug schließlich von den Luftstreitkräften der Volksbefreiungsarmee (PLAAF) in Dienst gestellt. Derzeit sollen fünf Regimenter mit insgesamt 250 einsitzigen und 120 zweisitzigen Maschinen ausgerüstet sein.
Die J-10 wurde zuerst Pakistan zum Export angeboten. Im April 2006 gab die pakistanische Regierung bekannt, dass sie 36 J-10 unter der Bezeichnung FC-20 in Dienst stellen werde.
Am 4. November 2008 wurden zwei J-10A der PLAAF auf der Zhuhai Airshow 2008 ausgestellt und vorgeführt. Beide Flugzeuge waren grau angestrichen, mit gelber Nummerierung und nicht einziehbarem Betankungsstutzen ausgestattet.

### J-10B

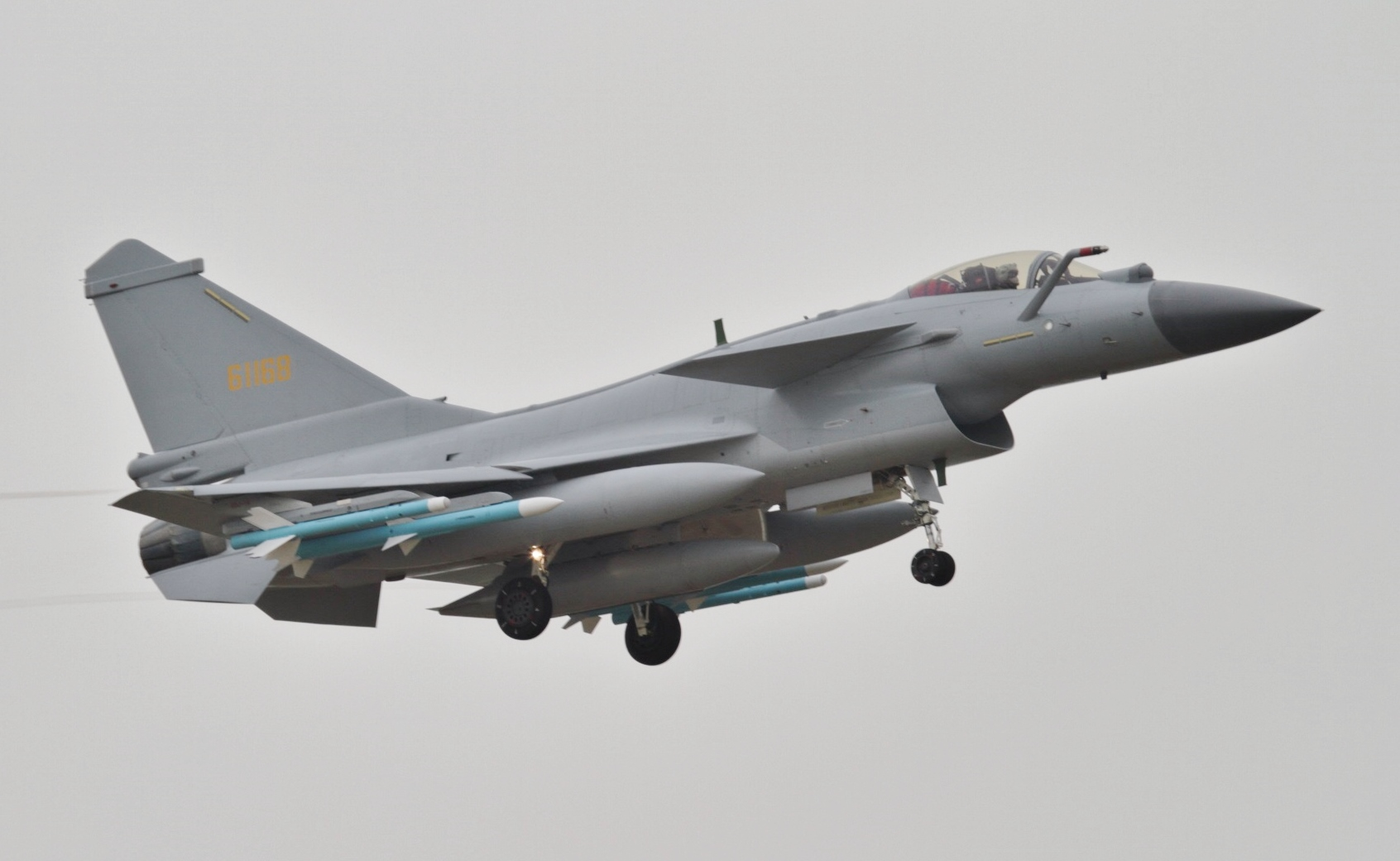
J-10B

Am 9. Januar 2006 wurde in Jane’s Defence Weekly berichtet, dass sich eine fortgeschrittene Version der J-10 mit einem stärkeren Triebwerk, Schubvektorsteuerung, verstärkter Flugzeugzelle und einem Active-Electronically-Scanned-Array-Radar in Planung befindet (Super J-10). Vermutlich startete diese Variante im Dezember 2008 zum Erstflug, im März 2009 tauchten erstmals Fotos im Internet auf. Auf ihnen zeigt sich ein veränderter Lufteinlass (Diverter-less Supersonic Inlet) für das Triebwerk. Zudem soll die Maschine über ein Feuerleitsystem mit Weitwinkel-HUD nach dem Vorbild der MiG-29 sowie Zielsensoren auf Infrarot- und Laserbasis aufgewiesen haben, die sich im Vergleich zur Radar-Zielerfassung nicht bzw. schwerer orten lassen. Auf der Spitze der Heckflosse soll sich eine Anlage zum Stören feindlicher Ortungssysteme und über dem Triebwerk Sensoren zur Erfassung anfliegender Raketen befunden haben. 2015 sollen etwa 50 Maschinen im Einsatz gestanden sein.

## Konstruktion
Das J-10 ist ein ein- oder zweisitziges Kampfflugzeug mit Deltaflügeln und Canards kurz hinter dem Cockpit. Es wird durch ein russisches AL-31-FN-Turbofantriebwerk von NPO Saturn angetrieben. Das Flugzeug hat ein konventionelles Seitenleitwerk. Der fast rechteckige Lufteinlass befindet sich unter dem Rumpf. Das Flugzeug besteht zu einem hohen Anteil aus Verbundwerkstoffen. Als Radar kommt ein KLJ-3 (Typ 1473) zum Einsatz.
Im November 2005 lieferte Russland die ersten AL-31FN-Triebwerke, die zweite Lieferung erfolgte Mitte 2006.
Parallel dazu hat China ein eigenes Triebwerk entwickelt, das WS-10A Taihang mit 132 kN Schub. Nach Erkenntnissen des US-Verteidigungsministeriums wurde es von Ende 2021 an in neu produzierte Flugzeuge des Typs J-10 und J-20 eingebaut.
Im Sommer 2010 lud das chinesische Verteidigungsministerium 51 Diplomaten nach Yangcun bei Peking ein, die J-10 aus der Nähe zu besichtigen. Das dabei gezeigte Triebwerk stammte nach chinesischen Angaben aus eigener Produktion. Die ersten Aufnahmen einer J-10B im Flug, die mit dem chinesischen WS-10A-Taihang-Triebwerk ausgestattet war, gelangten im August 2011 an die Öffentlichkeit.
Auf der Zhuhai Airshow in China Mitte November 2018 wurde eine J-10B mit Schubvektorsteuerung vorgeführt.

## Avionik
Ein digitales, vierfach redundantes Fly-by-wire-System unterstützt den Piloten beim Flug. Informationen werden auf drei Multifunktions-Flüssigkristalldisplays angezeigt. Die konstruktive Auslegung beinhaltet auch HOTAS.
Die Radarausrüstung der J-10 ist unbekannt; mögliche Kandidaten sind das russische RP-35, das israelische EL/M-2035 oder das chinesische JL-10A. Eine elektronische Störausrüstung ist vorhanden.

## Versionen
- J-10AS: Prototyp

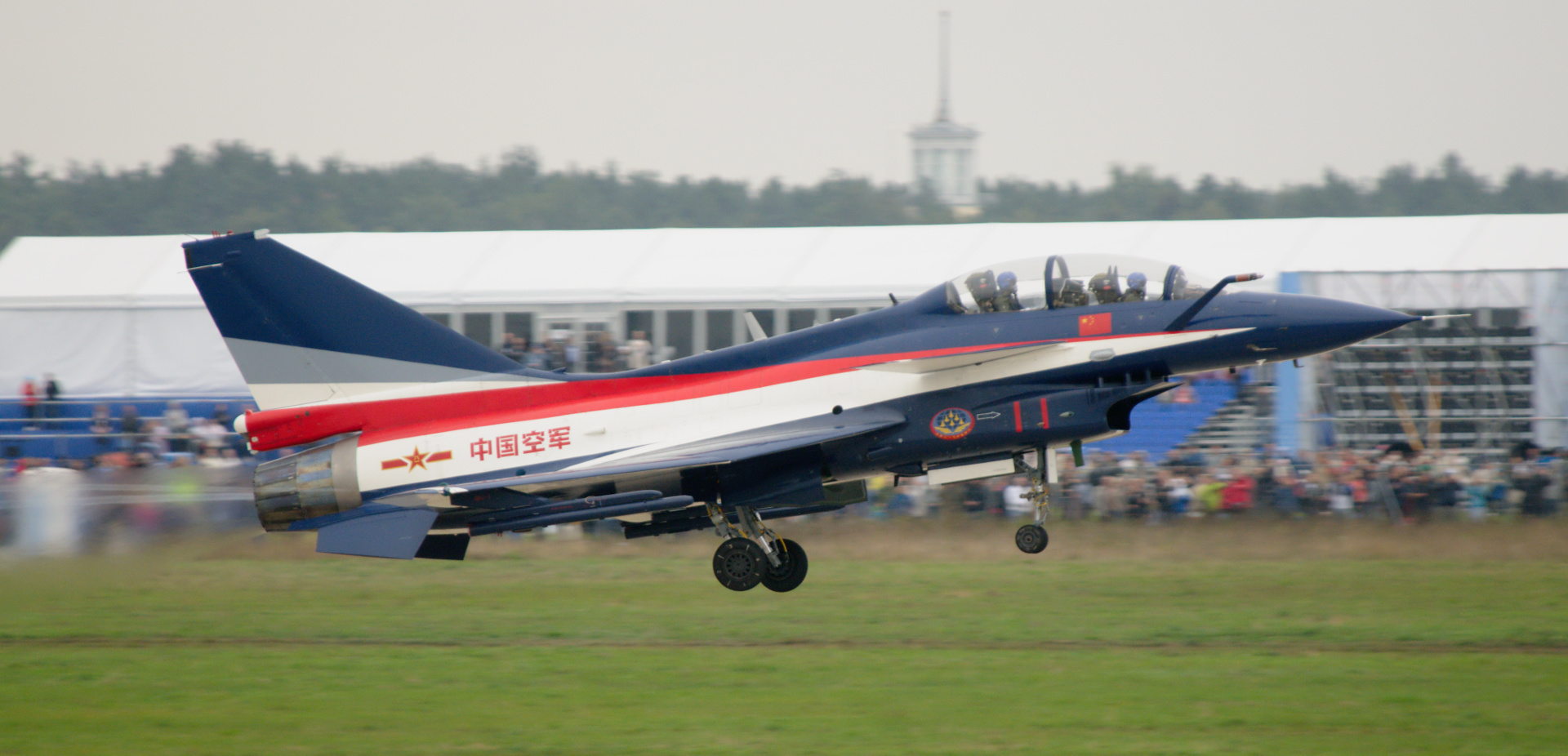
Chengdu J-10SY des Kunstflugteams 1. August der chinesischen Luftwaffe, aufgenommen auf dem Luft- und Raumfahrtsalon in Moskau im August 2013

- J-10 /J-10A: einsitziges Mehrzweckkampfflugzeug, Grundmodell
- J-10S: Zweisitzer für Trainingszwecke und – möglicherweise – Bodenangriffe
- J-10SY: Zweisitzer für die Kunstflugstaffel 1. August der chinesischen Luftwaffe
- J-10B: weiterentwickeltes Modell
- J-10C: Weiterentwicklung der J-10B mit neuem AESA-Radar und PL-10- sowie PL-15-Luft-Luft-Raketen[12]
- J-10CE: für den Export[13]

## Nutzer
- Volksrepublik China:
  - 525 bei der PLAAF
  - 23 bei der PLAN

- Pakistan:

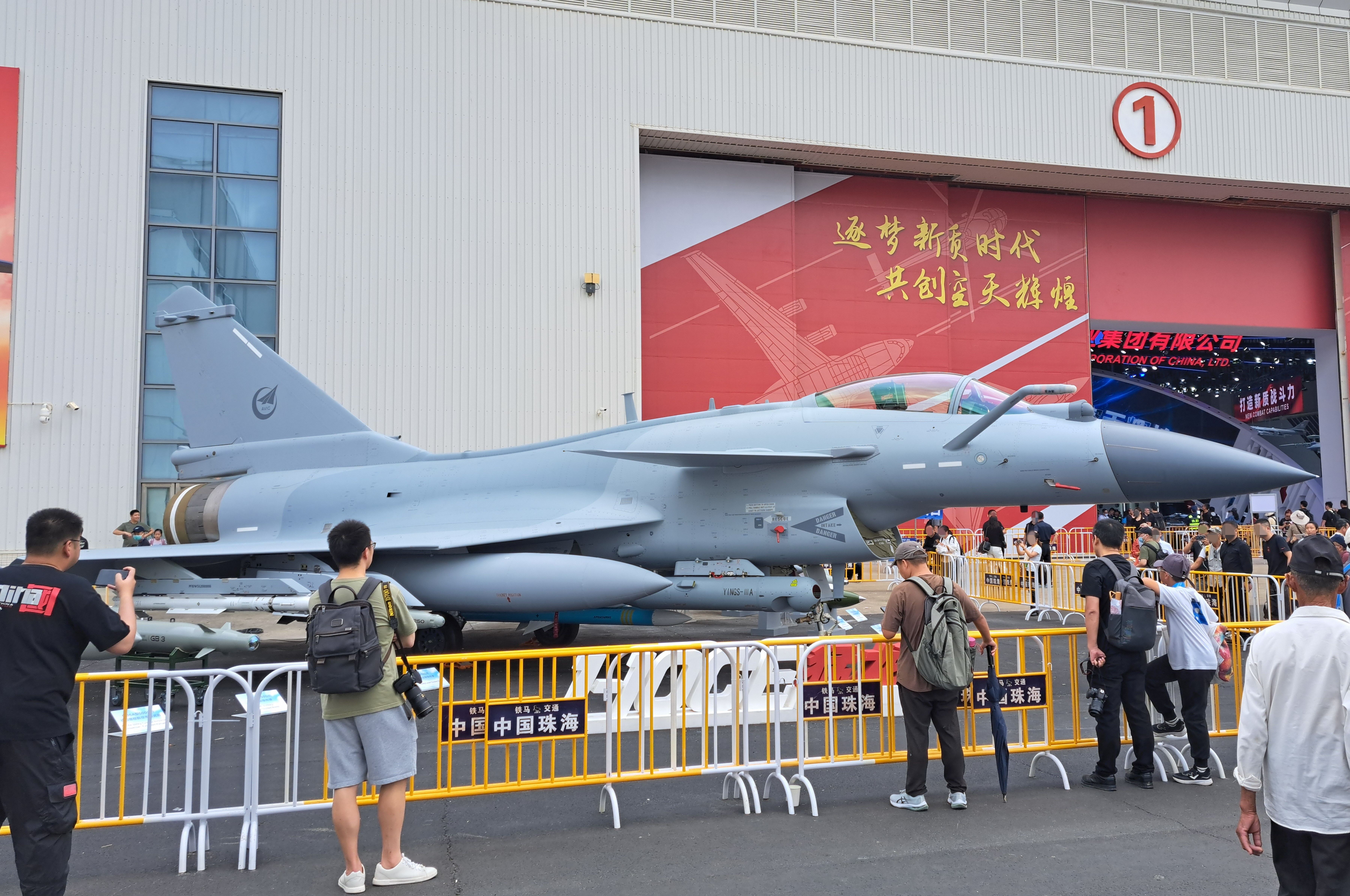
J-10CE auf der Zhuhai Airshow 2024

  - 36 J-10CE im November 2009 bestellt (mit einer Option auf 150 weitere Maschinen)[14]

- Ägypten:
  - 48 J-10CE sollen im August 2024 bestellt worden sein und werden ab 2026 ausgeliefert.[13]

## Zwischenfälle
- Am 12. November 2016 starb die 30-jährige Chinesin Yu Xu, eine der ersten vier J-10-Kampfpilotinnen, beim Flugtraining der Kunstflugstaffel der chinesischen Armee. Nach Schleudersitzausstieg wurde ihr Fallschirm vom Flügel eines nachfolgenden Flugzeugs getroffen. Ihr ebenfalls so ausgestiegener Kopilot überlebte.[15][16]

- Nach Angaben der Luftwaffe von Pakistan wurden am 7. Mai 2025 fünf indische Kampfflugzeuge mittels Chengdu J-10CE abgeschossen, darunter sollen sich bis zu drei Dassault Rafale befunden haben und jeweils eine Suchoi Su-30MKI und Mikojan-Gurewitsch MiG-29UPG.[17][18][19][20][21] Den pakistanischen J-10CE sollen die Abschüsse mit PL-15E (BVR-Raketen) gelungen sein.[21][22][23][24]

## Technische Daten
| Kenngröße                | Daten |
| ------------------------ | --- |
| Typ                      | Mehrzweckkampfflugzeug                                                                                            |
| Besatzung                | 1 Pilot (2 bei der S-Version)                                                                                     |
| Länge                    | 16,43 m |
| Spannweite               | 9,75 m |
| Höhe                     | 5,73 m |
| Flügelfläche             | 45,50 m² |
| Flügelstreckung          | 1,69 |

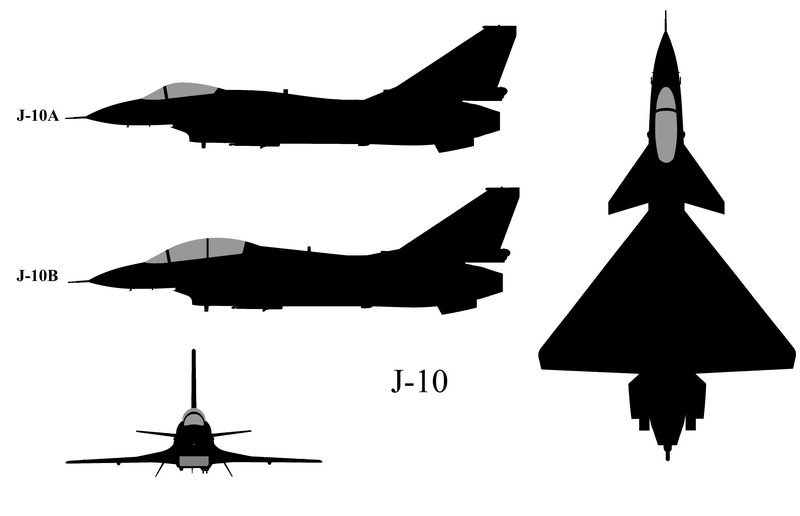
Schattenriss der J-10A und B

Dreiseitenriss der J-10

| Tragflächenbelastung     | - minimal (Leermasse): 214 kg/m² - nominal (normale Startmasse): 424 kg/m² - maximal (max. Startmasse): 542 kg/m² |
| Leermasse                | 9730 kg |
| max. Startmasse          | 19.277 kg |
| Lastvielfache            | −3/+9g |
| Höchstgeschwindigkeit    | - Mach 1,85 (auf optimaler Höhe) - Mach 1,2 (auf Meereshöhe)                                                      |
| Dienstgipfelhöhe         | ca. 18.000 m |
| Einsatzradius            | - 550 bis 600 km (ohne Zusatztanks) - ca. 1300 km (mit externen Zusatztanks)                                      |
| Überführungsreichweite   | 2540 km |
| max. Waffenlast          | 7000 kg |
| Triebwerk                | ein Mantelstromtriebwerk Saturn/Ljulka AL-31FN oder ein Woshan WS-10A „Taihang“                                   |
| Schubkraft               | - mit Nachbrenner: 124,54 bzw. 129,40 kN - ohne Nachbrenner: 76,20 bzw. 89,17 kN                                  |
| Schub-Gewicht-Verhältnis | - maximal (Leermasse): 1,36 - nominal (normale Startmasse): 0,68 - minimal (max. Startmasse): 0,54                |

### Bewaffnung
Die J-10 verfügt über elf Außenlaststationen für bis zu 7000 kg an Waffen und Ausrüstung (Außentanks, ECM).
Das Flugzeug ist mit einer 23-mm-Maschinenkanone ausgerüstet. Für den Luftkampf trägt die J-10 in der Regel IR-Lenkflugkörper wie die PL-8 oder PL-9 bei Sichtreichweite, die PL-11 (halbaktiv, mit AIM-7 Sparrows vergleichbar), und die neuere PL-12 (vollaktiv, mit AIM-120A/B AMRAAMs vergleichbar) für mittlere und größere Reichweite. Für den Bodenkampf kann die J-10 ungelenkte und lasergelenkte Bomben sowie Seezielflugkörper mitführen.
Festinstallierte Rohrwaffen
- 2× doppelläufige 23-mm-Maschinenkanone Type 23-3 mit je 200 Schuss Munition

Waffenzuladung von 7000 kg an elf Außenlaststationen
Luft-Luft-Lenkflugkörper
- 6× Startschienen für je eine CATIC PL-8 – infrarotgesteuert für Kurzstrecken
- 6× Startschienen für je eine EOTDC PL-9 – infrarotgesteuert für Kurzstrecken
- 6× Startschienen für je eine PL-11 – halbaktiv, radargelenkt für Mittelstrecken
- 4× Startschienen für je eine CATIC PL-12 – radargelenkt für Mittelstrecken
- 4× Startschienen für je eine PL-15 – radargelenkt für Langstrecken (J-10C)

Luft-Boden-Lenkflugkörper
- 2× Startschienen für je eine Hongdu YJ-91 (Kopie der Ch-31) – radargelenkter Schiffszielkörper
- 2× Startschienen für je eine PJ-9 – passiver Antiradar-Lenkflugkörper

Gelenkte Bomben
- 6× Luoyang/CASC LT-2 (lasergelenkte Gleitbombe; 570 kg)
- 8× Luoyang/CASC LS-6 (Satellitennavigation(GPS)-gelenkte 250-kg-Gleitbombe)

Externe Behälter
- 3× abwerfbarer Zusatztank mit Kerosin